# Teater Trixter
Teater Trixter är en fri teatergrupp i Göteborg, bildad 1990 med anrika Renströmska badhuset (nuvarande Hagabadet) som första spelplats. Där användes de torrlagda bassängerna för dramatiska experiment, konstutställningar, workshop och  happenings. I dag finns Trixter på Andréegatan 13 och sätter upp två till tre föreställningar per år, oftast nyskrivet, och turnerar även emellanåt.
Trixters uppsättningar kännetecknas av enkelt språkligt tilltal i kombination med fantasifulla rum där psykets logik, snarare än realism, får råda och med musik som ytterligare en berättarröst.
Uppsättningar med Teater Trixter:
- Sista dansen i Paradise Valley, 1991
- Strändernas svall, 1992
- De fem elementen, 1892
- Saliga äro, 1993
- Monofestival, 1993
- Rida rida ranka, 1994
- Bardo, 1994
- Markisinnan De Sade, 1995
- Två av dom andra, 1995
- Undulatexpressen, 1996
- Hades Hundar, 1996
- Tales of ordinary madness, 1997
- Fool for Love, 1997
- Älskad-Saknad, 1997
- Begravt Barn, 1997
- Private Shows, 1997
- Novellteater, 1998
- Kärlekskrank, 1999
- Det minsta man kan begära, 1999
- Gods, 1999
- Tungor, 1999
- Ögon för Consuela, 2000
- Sorg, 2000
- Mumsfilibaba, 2001
- Chock, 2002
- bl.a., 2002
- Nattorienterarna, 2003
- Åkes Sexorama, 2003
- Mater Nexus, 2004
- Respekt, 2004
- Splendour, 2005
- Vinter, 2005
- Magdansösen, 2005
- Cuba-Cola, 2006
- Solar Plexus, 2006
- Röd, 2007
- Glädjeflickan, 2007
- Skriv upp mig, 2008
- Ingvars Hörna, 2008
- Ballerinan och Simone Weil, 2009
- När kriget kom till Partille, 2009
- Buktalare, 2010
- Hemliga rum, 2010
- En timme kvar, 2010
- Jag är vinden, 2023[1]